# 松本寛也
松本 寛也（まつもと ひろや、1986年6月21日 - ）は、日本の俳優。秋田県秋田市出身。ツインテール所属。
2017年より、『スーパー戦隊親善大使』を務める。

## 略歴
2003年、第16回ジュノン・スーパーボーイ・コンテストにて準グランプリを獲得し、芸能界デビュー。
2005年、「スーパー戦隊シリーズ」『魔法戦隊マジレンジャー』で小津翼 / マジイエロー役でレギュラー出演。
2012年、同じく「スーパー戦隊シリーズ」『特命戦隊ゴーバスターズ』で追加戦士・陣マサト / ビートバスター役で出演し、再び変身ヒーローを演じた。
2013年にユニット「voltage」を結成。
2015年に放送された『手裏剣戦隊ニンニンジャー』の第38話にゲスト出演し、約8年ぶりに小津翼 / マジイエローを演じた。
2017年に「スーパー戦隊親善大使」に就任したことが大感謝祭で発表され、放送中の作品を中心にスーパー戦隊シリーズを盛り上げ、広める役割を担う。具体的な活動は、毎週の実況放送、CDリリースイベントや番組関連イベントでのMC、TTFCでの番組配信など行う。

## 人物
- 趣味はスポーツ・DJ・スキューバダイビング・ゲーム。
- 学生のころから特技のダンスを生かし、地元でダンスチーム（REAL）を結成し活躍していた。スーパー戦隊シリーズの出演した各作品のエンディングでも、キレの良いダンスを披露している。
- 子供のころに見ていたスーパー戦隊シリーズの作品は『地球戦隊ファイブマン』と『恐竜戦隊ジュウレンジャー』。レッドが好きだったという[2]。
- 『マジレンジャー』放送終了後に「スーパー戦隊シリーズで、戦隊側のヒーローをいつかもう一度やりたい」とインタビューで語ったことがあり、その6年後の『ゴーバスターズ』で実現した。スーパー戦隊親善大使として現役戦隊の活躍をより近くで見て知りたいと東映のスタッフに相談し、『キュウレンジャー』にもホシ★ミナト役で準レギュラー出演した。2018年以降も続投することを、『超英雄祭2018』にて発表した。

## 出演

### テレビドラマ
- 君が想い出になる前に 第6話（2004年、関西テレビ・フジテレビ系）
- スーパー戦隊シリーズ（テレビ朝日系）
  - 魔法戦隊マジレンジャー（2005年 - 2006年） - 小津翼 / マジイエロー 役
  - 特命戦隊ゴーバスターズ（2012年 - 2013年） - 陣マサト / ビートバスター 役
  - 手裏剣戦隊ニンニンジャー 第38話（2015年） - 小津翼 / マジイエロー 役
  - 宇宙戦隊キュウレンジャー（2017年 - 2018年） - ホシ★ミナト 役（友情出演）
  - 魔進戦隊キラメイジャー 第35話（2020年） - アイス屋の主人 役
- ホーリーランド 第1話（2005年、テレビ東京系）
- 美容少年★セレブリティ（2007年、テレビ東京系） - 塁 役
- 働きマン 第3話（2007年、日本テレビ系）
- ROOKIES 第1話 - 第3話（2008年、TBS系） - 坪井大胡 役
- 音女（OTOME） 第23話（2008年、テレビ朝日系） - ヨースケ 役
- 学校じゃ教えられない! 第2話・第6話（2008年、日本テレビ系） - マー君 役
- ギラギラ（2008年、ABCテレビ・テレビ朝日系） - 蓮 役
- 小児救命 第5話・第6話（2008年、テレビ朝日系）
- TUKUMO（2009年、BS-i） - 織田学 役
- ザ・クイズショウ 第5話（2009年、日本テレビ系） - ゴッドハンド雅 役
- ハンチョウ〜神南署安積班〜 File.10（2009年、TBS系） - 振り込め詐欺グループ 役
- 任侠ヘルパー 第1話・第4話・第8話（2009年、フジテレビ系） - 鷲津組構成員 役
- オルトロスの犬 第1話（2009年、TBS系） - 内村修平 役
- 深夜食堂 第1話（2009年、MBS・TBS系） - ジュン 役
- ヤンキー君とメガネちゃん 第1話（2010年、TBS系） - ザコヤンキー 役
- 秘密 第6話・第7話（2010年、テレビ朝日系）
- リバウンド 第6話（2011年、日本テレビ系） - レストランで彼女を振った隣の席の男 役
- アイドルバトラー（2015年、TOKYO MX） - トミー 役
- 仮面ライダーリバイス 第9話・第10話（2021年、テレビ朝日系） - 詐欺師 役
- 君とゆきて咲く〜新選組青春録〜（2024年、テレビ朝日系）
- 科捜研の女 season24 第4話（2024年、テレビ朝日系） - 矢野正 役[3]

### ウェブドラマ
- 冬の幻 Acid Black Cherry 冬の幻 ショートムービー（2008年、Yahoo!動画） - シンヤ 役
- スーパー戦隊シリーズ（東映特撮ファンクラブ）
  - from Episode of スティンガー 宇宙戦隊キュウレンジャー ハイスクールウォーズ（2017年9月9日 - 10月15日） - ホシ★ミナト 役
  - ヒーローママ☆リーグ（2018年5月13日） - 小津翼 役（友情出演）
  - ヨドンナ THE FINAL（2024年3月3日） - バッサー 役
- およげないん 京都激闘篇 第3話（2025年2月9日、東映特撮ファンクラブ）

### 映画
- スーパー戦隊シリーズ（東映）
  - 魔法戦隊マジレンジャー THE MOVIE インフェルシアの花嫁（2005年9月3日） - 小津翼 / マジイエロー 役
  - 特命戦隊ゴーバスターズ THE MOVIE 東京エネタワーを守れ!（2012年8月4日） - 陣マサト / ビートバスター 役
  - 特命戦隊ゴーバスターズVS海賊戦隊ゴーカイジャー THE MOVIE（2013年1月19日） - 陣マサト / ビートバスター 役
  - 獣電戦隊キョウリュウジャーVSゴーバスターズ 恐竜大決戦! さらば永遠の友よ（2014年1月18日） - 陣マサト / ビートバスター 役
  - 仮面ライダー×スーパー戦隊 超スーパーヒーロー大戦（2017年3月25日） - 陣マサト / ビートバスター / キライダー 役[4]
  - 宇宙戦隊キュウレンジャー THE MOVIE ゲース・インダベーの逆襲（2017年8月5日） - ホシ★ミナト 役
- ワルボロ（2007年9月8日、東映）
- 容疑者Xの献身（2008年10月4日、東宝）
- エイベックス・ニュースター・シネマコレクション Vol.2『クロネズミ』『大人になった夏』『カスタードプリン』（2010年、エイベックス・エンタテインメント)
- 桜田門外ノ変（2010年10月16日、東映） - 大関和七郎 役
- くノ一忍法帖 影ノ月（2011年6月4日、ティー・オーエンタテインメント）
- 劇場版 仮面ライダー鎧武 サッカー大決戦!黄金の果実争奪杯!（2014年7月19日、東映） - 沢芽市民 役（友情出演）
- 第九条（2016年7月2日、宮本正樹監督）[5]
- 東映ムビ×ステシリーズ（東映）
  - GOZEN -純恋の剣-（2019年7月5日） - 田宮源三 役
  - 死神遣いの事件帖 ‐傀儡夜曲‐（2020年7月） - 義助 役
    - 死神遣いの事件帖 -月花奇譚-（2022年11月18日） - 義助 役[6]
    - 死神遣いの事件帖 終（2025年6月13日） - 義助 役[7]

  - 漆黒天 -終の語り-（2022年6月24日）[8]

### オリジナルビデオ
- BOYS LOVE（2006年） - 古村千鳥 役
- スーパー戦隊シリーズ
  - 魔法戦隊マジレンジャーVSデカレンジャー（2006年、東映ビデオ） - 小津翼 / マジイエロー 役
  - 轟轟戦隊ボウケンジャーVSスーパー戦隊（2007年、東映ビデオ） - 小津翼 / マジイエロー 役
  - 特命戦隊ゴーバスターズVSビートバスターVS Ｊ（2012年、講談社） - 陣マサト / ビートバスター 役
  - 帰ってきた特命戦隊ゴーバスターズVS動物戦隊ゴーバスターズ（2013年、東映ビデオ） - 陣マサト / ビートバスター / ゴールドビートル 役
  - 動物戦隊ジュウオウジャー スーパー動物大戦（2017年、東映ビデオ） - 陣マサト / ビートバスター 役
  - ルパンレンジャーVSパトレンジャーVSキュウレンジャー（2019年、東映ビデオ） - ホシ★ミナト 役
  - テン・ゴーカイジャー（2022年、東映ビデオ） - 松本寬也 役[9][10]
  - 暴太郎戦隊ドンブラザーズ ファイナルライブツアー2023（2023年、東映ビデオ） - トークショーMC[11]
- 超忍者隊イナズマ!（2006年、東映ビデオ） - 寒吉 役
  - 超忍者隊イナズマ!!SPARK（2007年、東映ビデオ） - 寒吉 役
- 幽霊ゾンビ（2007年） - 吉雄 役
- 美容少年★セレブリティ 豪&塁の“美容少年☆カルテ”（2008年） - 塁 役
- BOYS LOVE Stage.（2008年） - 桐生奈津樹 役

### 舞台
- ミュージカル『エア・ギア』（2007年） - ジュリエット 役
- ミュージカル『エア・ギア』 vs. バッカス Super Range Remix（2007年） - ジュリエット 役
- お別れの日 Ａバージョン（2007年） - マサヒコ 役
- BOYS LOVE Stage（2008年） - ナツキ（桐生奈津樹） 役
- MEN＆MAN 男たちのSADAME[運命]（2009年2月） - 美山遼 役
- 反逆児（2009年11月）
- FROGシリーズ
  - -新撰組寄留記-（2010年7月、新宿スペース107） - 土方歳三 役
  - -新撰組 Jade Keeper-（2010年9月） - 中村半次郎 役
  - -新撰組 Vermilion Order-（2011年8月 - 9月） - 大石鍬次郎 役
- TSUYA～ジョハリの夜に～（2010年10月、萬劇場） - 稲里大輔 役
- LAST SMILE（2011年2月） - ルーシェン 役
- FILM STAR（2011年3月） - 鮫肌清志 役
- 青春のすたるじあ（2011年6月） - 山崎浩司 役
- FILM STAR（2011年9月） - 鮫肌清志 役
- MIDNIGHT DREAM～機械城奇譚～＜COIL SIDE＞（2011年11月） - ピンボール 役
- Dandy cute Dandy（2012年2月） - マサヤ 役
- テネシーワルツ（2012年2月 - 3月） - かずき 役
- ラジオスターの悲劇（2013年5月） - プロデューサー 役
- BOYS★TALK（2013年6月） - 松木寛也 役（日替わりゲスト）
- 朗読劇 極上文學IV『藪の中』（2013年6月） - 夫 役
- MIDNIGHT DREAM 機械城伝聞録 / 機械城異聞蒐（2013年6月） - ピンボール 役
- 火男の火（2013年8月） - 次郎 役
- 眠れぬ町の王子様～dreams like bubbles of champagne～（2013年8月 - 9月） - 神代智也 役
- 私のホストちゃん[12]（2013年10 - 11月） - 零 役
- メサイア・プロジェクト - 工藤祐 役
  - Messiah メサイア -白銀ノ章-（2014年1月）
  - Messiah メサイア -紫微ノ章-（2014年8月）
- サバイバーズ・ギルト（再）（2014年5月）
- 朗読劇 極上文學VI『ドグラ・マグラ』（2014年6月 - 7月） - 若林教授 役
- ダンスレボューション～ホントのわたし～2014（2014年9月）
- 天国ノ手前ギフトカウンター（2014年10月）
- VAGUENIGMA-1956-祀木刑事の捜査ファイル「心蝕」（2014年11月） - 孔舎衙兵衛 役
- 私のホストちゃん〜血闘！福岡中洲編〜（2014年12月） - 12日ゲスト
- 拳聖（2015年1月）
- 隣人の奏でる和音（2015年2月） - 日替わりゲスト
- ヒカケン～非科学超常現象研究会のなんでもない1日～（2015年4月） - 主演・須藤隆之介 役
- SKY（2015年5月） - 主演
- ハンサム落語 第六幕（2015年6月 - 7月）
- 天國アプリ2（2015年8月） - ゲスト
- 天元突破グレンラガン～炎撃篇～其の弐・其の参（2015年9月） - ロシウ 役
- おん・すてーじ
  - 真夜中の弥次さん喜多さん（2016年1月10日 - 17日、シアターGロッソ / 1月22日 - 24日、サンケイホールブリーゼ） - 空の守 役[13]
  - 真夜中の弥次さん喜多さん 双（2017年6月） - バーバラ 役ほか
  - 真夜中の弥次さん喜多さん 三重（2018年4月） - 万ジョン次郎 役
- パラノイア★サーカス（2016年2月 - 3月） - ナカムラ刑事 役
- ユースフル☆メソッド（2016年4月） - 主演・春哉 役
- 朝劇下北沢日曜チーム「朝が起きたら」（2016年5月） - ゲスト
- 七夕ジャンクション 昭和編 探偵遊戯と優しいウソ（2016年8月） - 鏑木三四郎 役
- ピラミッドだぁ！（2016年8月） - シゲ 役
- EXTRA EXTRA-エクストラエキストラ-（2016年10月） - 井口 役
- 朗読劇 極上文學Ⅺ『人間椅子 / 魔術師』（2016年11月 - 12月） - 明智小五郎 役
- さらば俺たち賞金稼ぎ団（2017年2月） - 尾藤蓮太 役
- ユースフル☆メソッド（再演）（2017年4月） - 春哉 役
- 文劇喫茶『それから』（2017年5月） - 日替わりゲスト
- VAGUENIGMA-1959-鮫崎刑事の受難スパイラル【想道】（2017年10月） - 孔舎衙兵衛 役（日替わりゲスト）
- おおばかもの～みにくいアヒルのプリンシバル～（2017年11月） - マスター 役
- ピカレスク◆セブン（2018年1月） - 豊臣ヒデヨシ 役
- ダレンジャーズ（2018年4月） - 主演・火鉢史郎 役
- 舞台劇「からくりサーカス」 - アルレッキーノ 役
  - -真夜中のサーカス編-（2019年1月）
  - -デウス・エクス・マキナ編-（2019年10月）
- スタンレーの魔女（2019年7月 - 8月） - 後藤 役
- 東映ムビ×ステシリーズ
  - GOZEN -狂乱の剣-（2019年9月） - 田宮源三 役
  - 死神遣いの事件帖 -鎮魂侠曲-（2020年7月 - 8月） - 義助 役
  - 漆黒天 -始の語り-（2022年8月）[8]
- リアルファイティング「はじめの一歩」The Glorious Stage!!（2020年1月 - 2月） - 伊達英二 役
- PERSONA5 the stage #3（2021年12月） - 奥村邦和 役
- 中島鉄砲火薬店（2022年1月） - 鶴太郎 役
- 風都探偵 The STAGE（2022年12月 - 2023年1月） - 立川蓮司 役[14]
- 朗讀劇「極楽牢屋敷」（木下半太版四谷怪談）（2023年8月11日・17日）
- 鈴木勝大一人芝居「食事」（2023年12月26日 - 28日公演） - 応援出演
- 少年社中25周年記念ファイナル第42回公演「テンペスト」（2024年1月6日）
- 東映ムビ×ステ 舞台「邪魚隊 / ジャッコタイ」（2024年8月9日 - 9月8日）[15]
- 朗読劇「Sleigh Ride」(2024年12月7日)
- 舞台「死神遣いの事件帖 終」（2025年8月7日 - 9月15日） - 義助 役[16]

### CM
- スケッチャーズ（2005年）
- NTTDoCoMo インフォマーシャル「CANDY HEART」（2006年、BS-i）
- バンダイ「バスターギアシリーズ」（2012年）
- 日本海チケット（2013年、秋田県ローカル）

### ラジオ
- 超兄貴 番組内「秋モでGO！」（2004年、FM秋田）
- 妄想ポンパシ系 番組内「イケメン数珠つなぎ」（2007年、ラジオ大阪）
- V-Kingdom（2007年、ラジオ大阪）
- マベラヂW（2007年、文化放送）

### ゲーム
- 特命戦隊ゴーバスターズ（2012年、ニンテンドーDS） - 陣マサト / ビートバスター 役

### ライブ・イベント
- Club7 presents New Year's Party 2006 The Wonderful 4men da show！！（2006年）
- 行け！ Men's Nation（2008年）
- 無料イベント「大謝恩会」（2013年8月25日、渋谷・DROP）
- SOLIDEMO LIVE vol.12（2013年10月3日、SHIBUYA DESEO） - ゲスト出演
- Tyra (Conception Complex) presents 秋の大感謝 俺と貴女のBeautiful Days（2013年11月8日、GARRET udagawa）※対バン形式 / voltage名義
- CALL YOUR NAME presents B.A.K.A Rock Bounen祭!! -1st E.P 『ONEcall』 Release-（2013年12月21日、大塚Deepa）※対バン形式 / voltage名義
- 馬場良馬イベント「2013年 馬会vol.2 〜バースデイスペシャル in 大阪〜」（2013年12月14日、テイジンホール） - ゲスト出演
- voltage THE LIVE（2013年12月28日、GARRET udagawa）
- voltage×疾駆猿 バレンタインコラボイベント（2014年2月14日、GARRET udagawa）
- TSUTOM presents ☆Happy Birthday to ME★〜YOUがCANできるならDOしちゃいナイト!!!!〜（2014年4月14日、新宿HEAD POWER）※対バン形式 / 3MS名義
- voltage THE LIVE remix（2014年3月21日、GARRET udagawa）
- 馬場良馬イベント「2014年 馬会vol.4」（2014年5月17日、浜離宮朝日ホール 小ホール） - ゲスト出演
- 宮下雄也誕生日公演「サーティワン」（2016年9月4日） - ゲスト出演
- 聡太郎ファンイベント（2016年9月22日） - ゲスト出演
- 暴太郎戦隊ドンブラザーズ ファイナルライブツアー（2023年） - 閻魔大王 / 暴太郎鬼 役 ※声のみ[17]
- 仮面ライダーガッチャード ファイナルステージ（2024年） - 錬金連合幹部 / 仮面ライダードレッド終式 役[18]

### その他
- ウイニングイレブンキャンペーンサイト「ウイイレ侍がゆく!!」（2006年） - 出演
- besidegames（2007年 - ） - 参加
- ニノさん「3分間劇場」（2014年11月9日、日本テレビ系） - 佐藤仁美演じる人妻と漬け物教室で出会い不倫する漬け物にやたら詳しい男性 役
- 鎧武/ガイム外伝 仮面ライダーデューク/仮面ライダーナックル（2015年） - SPECIAL THANKS
- スーパー戦隊 実況生放送 Instagramにて
- 暴太郎戦隊ドンブラザーズ ファイナルライブツアー2023 BACK STAGE（2023年、東映特撮ファンクラブ 配信） - 撮影・編集・レポート[19]

## ディスコグラフィ

### キャラクターソング
| 発売日   | 商品名                                                                                          | 歌                                                   | 楽曲                                                                        | 備考                                           |
| 2005年   | 2005年                                                                                          | 2005年                                               | 2005年                                                                      | 2005年                                         |
| -------- | ----------------------------------------------------------------------------------------------- | ---------------------------------------------------- | --------------------------------------------------------------------------- | ---------------------------------------------- |
| 9月7日   | 魔法戦隊マジレンジャー キャラクターソングアルバム 魔法組曲                                      | 小津翼（松本寛也）                                   | 「Go! Yellow thunder」                                                      | テレビドラマ『魔法戦隊マジレンジャー』挿入歌   |
| 2012年   |                                                                                                 |                                                      |                                                                             |                                                |
| 12月26日 | 特命戦隊ゴーバスターズ キャラクターソング アルバム                                              | 陣マサト（松本寛也）&ビート・J・スタッグ（中村悠一） | 「パーフェクション!」                                                       | テレビドラマ『特命戦隊ゴーバスターズ』関連曲   |
| 2017年   |                                                                                                 |                                                      |                                                                             |                                                |
| 9月13日  | 宇宙戦隊キュウレンジャー サウンドスター２ ソングコレクション スーパースペースヒットチャンネル！ | ホシ★ミナト（松本寛也）                              | 「ラッキー ミラクル パラダイス」                                            | テレビドラマ『宇宙戦隊キュウレンジャー』挿入歌 |
| 2018年   |                                                                                                 |                                                      |                                                                             |                                                |
| 1月24日  | 宇宙戦隊キュウレンジャー オールスター全曲集                                                     | ホシ★ミナト（松本寛也）                              | 「劇中テレビCM『贅沢HEAVEN!宇宙竜宮城』」 「ラッキー ミラクル パラダイス2」 | テレビドラマ『宇宙戦隊キュウレンジャー』劇中歌 |

## 振付

### MV
- 五十嵐一輝&バイス（CV：前田拳太郎&木村昴）「VOLCANO」（2022年9月21日、『仮面ライダーリバイス CD-BOX Music Video Collection』収録） [注 1]